# Cratichneumon proximus
Cratichneumon proximus là một loài tò vò trong họ Ichneumonidae.